# Nancy Kelly
Nancy Kelly (Lowell, Massachusetts, 1921. március 25. – Bel Air, Kalifornia, 1995. január 2.) Tony-díjas amerikai színésznő. Karrierjét gyermekként kezdte, és a harmincas és negyvenes években lett népszerű a filmvásznon. Az ötvenes évektől a színpadi karrierjére koncentrált, legismertebb szerepe az Elátkozottak gyermekeiben volt, amit 1956-ban azonos címmel, az ő főszereplésével meg is filmesítettek.

## Élete

### Származása, pályakezdése
Kelly ír származású családba született. Testvére, Jack Kelly és édesanyja, Nan Kelly szintén színészek voltak. Édesanyja később lánya karrierjét is egyengette. Kelly modellként és gyermekszínészként kezdte pályafutását, első szerepét a Broadwayn kapta meg tízévesen a Give Me Yesterday című színdarabban. Kellyt 1937-ben a Susan and God című színdarabban fedezte fel a 20th Century Fox, (ami két évadon át futott a főszerepben Gertrude Lawrence-szel), és a stúdió meghallgatásra hívta. Kellyt leszerződtették és megkapta főszerepét a John Ford rendezte Flotta a víz alatt című kalandfilmben. 

### Színészi pályája
1939-ben egy törvényen kívüli feleségét játszotta a Jesse James, a nép bálványában valamint Randolph Scott partnerét alakította A préri kapitányában. 1940-ben Joel McCrea mellett bukkant fel a He Married His Wife című vígjátékban. A színésznő utolsó Foxszal közös produkciója a To The Shore of Tripoli volt, ahol Maureen O’Hara vetélytársa volt. 1942-ben visszatért újra a Broadwayre, hogy Alec Guinness feleségét játssza Terence Rattigan Flare Path című színdarabjában, de a produkció megbukott és csak három hétig futott. 1943-ban Johnny Weissmuller mellett jelent meg a Tarzan és a sivatag titka című kalandfilmben, amelyben egy vaudeville varázslót alakított. 
1944-ben a Show Business című filmben egy ármánykodó táncosnőt alakított, aki fel akarja bontani George Murphy és Constance Moore házasságát. A negyvenes évek végén Kelly visszatért a színpadra, és John Garfield feleségét alakította a The Big Knife című színdarabban, ahol Hollywood-tagadó személyiséget kellett játszania. Az ötvenes évek elején két újabb sikertelen színdarab után a televízió felé fordult. 1955-ben Kelly Tony-díjat nyert az Elátkozottak gyermekei című drámáért, amelyben egy gyilkos gyermek édesanyját alakította. A színdarabot 1956-ban megfilmesítették, ebben Kelly megismételte a szerepét, és jelölést kapott az Oscar-díjra. 
Említésre méltó Kelly a „repülő apácáról” szóló epizódja, amelyet a Studio One készített Mary Aquinas Kinskey-ről, az első apácáról a földön, aki pilótaengedélyt szerzett. Kelly-t színjátékáért Primetime Emmy-díjra jelölték. További fellépést vállalt az Alfred Hitchcock Showban és a Thrillerben, egészen 1977-ig aktív volt.
Kelly 1995-ben hunyt el cukorbetegségben.

### Magánélete
Kelly háromszor ment férjhez. Első házasságát Edmond O’Brien színésszel kötötte 1941-ben, de a következő évben el is váltak. Második férje Fred Jackman Jr. volt, Fred Jackman rendező és operatőr fia, akivel 1946-tól 1950-ig éltek együtt. Harmadik férje Warren Caro színházigazgató volt, akitől egy leánya született, Kelly Caro. A pár tizenhárom évig élt együtt, majd 1968-ban elváltak.
Kelly republikánus volt, az 1952-es elnökválasztáson aktívan támogatta Dwight D. Eisenhowert.

## Filmográfia

### Broadway-színdarabok
| Év      | Cím                                         | Szerep            | Színház                                                                      |
| ------- | ------------------------------------------- | ----------------- | ---------------------------------------------------------------------------- |
| 1931    | Give Me Yesterday                           | Buteus Maiden     | Charles Hopkins Theatre                                                      |
| 1937–38 | Susan and God                               | Blossom Trexel    | Plymouth Theatre                                                             |
| 1942–43 | Flare Path                                  | Patricia Graham   | Henry Miller's Theatre                                                       |
| 1949    | The Big Knife                               | Marion Castle     | National Theatre                                                             |
| 1950-51 | Season in the Sun                           | Emily Crane       | Cort Theatre Booth Theatre: (1951. május 14-től augusztus 11-ig)             |
| 1951    | Twilight Walk                               | Kate Scott        | Fulton Theatre                                                               |
| 1954–55 | Elátkozottak gyermekei                      | Christine Penmark | 46th Street Theatre Coronet Theatre: (1955. április 25-től szeptember 27-ig) |
| 1957    | The Genius and the Goddess                  | Katy Maartens     | Henry Miller's Theatre                                                       |
| 1959    | The Rivalry                                 | Adele Douglas     | Bijou Theatre                                                                |
| 1960    | A Mighty Man Is He                          | Barbara Smith     | Cort Theatre                                                                 |
| 1962    | Giants, Sons of Giants                      | Myra Brisset      | Alvin Theatre                                                                |
| 1962–64 | Nem félünk a farkastól                      | Martha (beugró)   | Billy Rose Theatre                                                           |
| 1968    | Box / Quotations from Chairman Mao Tse-Tung | szószátyár hölgy  | Billy Rose Theatre                                                           |

### Filmek
| Év   | Cím                              | Szerep                       | Magyar hangja |
| ---- | -------------------------------- | ---------------------------- | ------------- |
| 1926 | The Untamed Lady                 | ?                            | –             |
| 1926 | Mismates                         | Jimsy                        | –             |
| 1926 | The Great Gatsby                 | ?                            | –             |
| 1926 | The Pig's Curly Tail (rövidfilm) | a kislány                    | –             |
| 1929 | The Girl on the Barge            | McCadden                     | –             |
| 1929 | Glorifying the American Girl     | gyermek (nincs a stáblistán) | –             |
| 1938 | Flotta a víz alatt               | Susan Leeds                  | n.a           |
| 1939 | Jesse James, a nép bálványa      | Zerelda                      | n.a           |
| 1939 | Repülő asszonyok                 | Lois Allen                   | n.a           |
| 1939 | A préri kapitánya                | Sarah Allen                  | n.a           |
| 1939 | Stanley, a riporterek királya    | Eve Kingsley                 | n.a           |
| 1940 | He Married His Wife              | Valerie                      | –             |
| 1940 | Sailor's Lady                    | Sally Gilroy                 | –             |
| 1940 | Private Affairs                  | Jane Bullerton               | –             |
| 1940 | One Night in the Tropics         | Cynthia Merrick              | –             |
| 1941 | Scotland Yard                    | Lady Sandra Lasher           | –             |
| 1941 | A Very Young Lady                | Alice Carter                 | –             |
| 1941 | Parachute Battalion              | Kit Richards                 | –             |
| 1942 | Fly-By-Night                     | Pat Lindsey                  | –             |
| 1942 | To the Shores of Tripoli         | Helene Hunt                  | –             |
| 1942 | Friendly Enemies                 | June Block                   | –             |
| 1943 | Women in Bondage                 | Toni Hall                    | –             |
| 1943 | Tarzan és a sivatag titka        | Connie Bryce                 | Borbás Gabi   |
| 1943 | Tornado                          | Victory Kane                 | –             |
| 1944 | Gambler's Choice                 | Mary Hayes / Vi Parker       | –             |
| 1944 | Show Business                    | Nancy Gaye                   | –             |
| 1944 | Double Exposure                  | Pat Marvin                   | –             |
| 1945 | Betrayal from the East           | Peggy Harrison               | –             |
| 1945 | Song of the Sarong               | Sharon                       | –             |
| 1945 | Woman Who Came Back              | Lorna Webster                | –             |
| 1945 | Follow That Woman                | Nancy Boone                  | –             |
| 1946 | Murder in the Music Hall         | Mrs. Rita Morgan             | –             |
| 1956 | Crowded Paradise                 | Louise Heath                 | –             |
| 1956 | Elátkozottak gyermekei           | Christine Penmark            | n.a           |
| 1975 | The Impostor                     | Victoria Kent                | –             |
| 1977 | Murder at the World Series       | Alice Dakso                  | –             |

### Televíziós sorozatok
| Év      | Cím                             | Szerep (zárójelben az évad (S) és/vagy az epizód (E) száma)                                 |
| ------- | ------------------------------- | ------------------------------------------------------------------------------------------- |
| 1950    | The Silver Theatre              | Dorothy (S1E28)                                                                             |
| 1950    | Starlight Theatre               | Anne Merrill (S2E01)                                                                        |
| 1951    | The Bigelow Theatre             | Dorothy (S1E05)                                                                             |
| 1951    | Faith Baldwin Romance Theatre   | ? (S1E22)                                                                                   |
| 1953–54 | Lux Video Theatre               | 1953: Clare (S3E32) 1954: Sheila (S4E12)                                                    |
| 1953–56 | Studio One in Hollywood         | 1953: ? (S5E30) 1953: Helen (S5E37) 1954: Dorothea (S6E50) 1956: Mary Aquinas nővér (S9E06) |
| 1954    | Medallion Theatre               | ? (S2E24)                                                                                   |
| 1954    | Suspense                        | ? (S6E23)                                                                                   |
| 1954    | Ponds Theater                   | ? (S1E43)                                                                                   |
| 1954    | The Philco Television Playhouse | ? (S7E02)                                                                                   |
| 1957    | Playhouse 90                    | Barbara Millet (S1E35)                                                                      |
| 1957    | Climax!                         | Irene Marshall (S3E40)                                                                      |
| 1957    | Suspicion                       | Fran Steppe (S1E01)                                                                         |
| 1958    | Alcoa Theatre                   | Martha Dolon (S2E03)                                                                        |
| 1962    | Thriller                        | Janet Willsom (S2E18)                                                                       |
| 1962    | Sam Benedict                    | Sarah Wallace Sykes (S1E04)                                                                 |
| 1963    | The Alfred Hitchcock Hour       | Mrs. J. A. Williams / Vera Brandon (S1E23)                                                  |
| 1974    | Medical Center                  | Kate (S5E24)                                                                                |
| 1975    | Bronk                           | Enid Howard (S1E04)                                                                         |

## Díjak és jelölések
| Év   | Cím                    | Díj                                                                                   | Eredmény |
| ---- | ---------------------- | ------------------------------------------------------------------------------------- | -------- |
| 1955 | Elátkozottak gyermekei | Tony-díj a legjobb női főszereplőnek színdarabban                                     | Elnyerte |
| 1957 | Elátkozottak gyermekei | Oscar-díj a legjobb női főszereplőnek                                                 | Jelölve  |
| 1957 | Studio One: The Pilot  | Primetime Emmy-díj a legjobb női főszereplőnek (televíziós minisorozat vagy tévéfilm) | Jelölve  |
| 1960 |                        | csillag a Hírességek sétányán                                                         | Elnyerte |